# مديرية بلاد الروس

تعديل مصدري - تعديل

مديرية بلاد الروس إحدى مديريات محافظة صنعاء في الجمهورية اليمنية ، تقع على بعد 32 كيلو متر جنوب العاصمة صنعاء.

## الموقع والحدود الجغرافية
تقع مديرية بلاد الروس ضمن قطاع المناطق الجنوبية الشرقية لمحافظة صنعاء الواقعة في الجهة المحاذية لمحافظة ذمار وتبعد عن مركز محافظة صنعاء (40) كيلو متراً تقريباً. يحد المديرية شمالاً: (مديرية سنحان وبني بهلول) وشرقاً: (مديرية سنحان وبني بهلول ومديرية الحصن) .وجنوباً: (مديريات جهران وضوران والحداء التابعة لمحافظة ذمار) وغرباً: (مديرية بني مطر ومديرية ضوران التابعة لمحافظة ذمار).

## التقسيم الإداري
عزل المديرية:
1. ربع العبس
2. وعلان
3. الربع الشرقي
4. ربع اولاد حسن

## المعالم الاثرية
- موقع قرية بيت ضبعان وفيها تم اكتشاف الخط المسند - موقع قرية شباعه.

## المعالم السياحية
فان المديرية تتميز بالسياحة العلاجية من خلال حمام الجارف الموجود في قرية الجارف على مقربة من  وادي اعشار والغزير بالمياه الكبريتية الحارة ويعتبر من المنتجعات الطبيعية العلاجية وأحد المزارات السياحية الهامة .

## الزراعة
تشتهر هذه المديرية بزراعة محصول اليقطين (ويسمى محلياً الدُبّا) وهي ثمرة كبيرة الحجم، حلوة المذاق وتؤكل مطبوخة غالباً بشكل رئيسي.
بها أيضا وادي أعشار بمحاصيله الزراعية المختلفة مثل البن، اليوسفي، الفاصولياء، الكوسة والباباي (المسمى محليا عمب الفلفل.) يلتقي الوادي بوادي سهام.

## الأودية
- وادي الجار - وادي أعشار - وادي أبو عيره ( ربع أولاد حسن ) – وادي سامك (وعلان) – وادي الغيل – وادي خدار (ربع العبس) .

## وصلات خارجية
- فلم وثائقي عن مديرية بلاد الروس - يوتيوب على يوتيوب